# Anne Richter (Volleyballspielerin)
Anne Richter (* 19. September 1985) ist eine deutsche Volleyball- und Beachvolleyballspielerin.

## Karriere Hallen-Volleyball
Anne Richter spielte seit 1999 Volleyball beim TSG Kraftwerk Boxberg/Weißwasser, mit dem sie 2003 sächsischer Vizemeister der A-Jugend wurde. Später spielte sie beim VC Olympia Dresden und 2006/07 beim Zweitligisten Fighting Kangaroos Chemnitz. Mit dem Dresdner SSV stieg sie 2008 in die 2. Bundesliga Süd auf.

## Karriere Beachvolleyball
Seit 2001 war Richter auch im Beachvolleyball aktiv. Auf deutschen Jugendmeisterschaften landete sie mehrmals auf dem Siegertreppchen: 2001 mit Luise Brandt Platz drei B-Jugend in Wittenberge, 2002 mit Carolin Bilz deutsche Meisterin B-Jugend in Schwarzenbek, 2003 mit Luise Brandt Platz drei A-Jugend in Kiel-Schilksee und 2004 mit Katharina Horn erneut Platz drei A-Jugend in Kiel-Schilksee. 2004 war Richter mit Sylvia Andreas und 2005 mit Lina Gorenc auf nationalen Turnieren aktiv. Mit Susann Nitzsche gewann sie 2005 die Bronzemedaille bei der Hochschul-Europameisterschaft in Slowenien und erreichte 2006 den fünften Platz beim Smart Beach Cup in St. Peter-Ording. Mit Ulrike Herfurth nahm Richter 2007 an der deutschen Meisterschaft in Timmendorfer Strand teil und erreichte Platz neun. 2008 stand sie mit Rita Fünfstück im Halbfinale des Smart Supercups in Leipzig und qualifizierte sich erneut für die deutsche Meisterschaft. Von 2009 bis 2016 spielte Richter mit verschiedenen Partnerinnen auf diversen nationalen Turnieren und gewann dabei fünfmal die sächsische Landesmeisterschaft.